# Arbetsgivaralliansen
Arbetsgivaralliansen är en fristående arbetsgivarorganisation inom civilsamhället och den ideella och idéburna sektorn. Den drivs som ideell förening.
Arbetsgivaralliansen medlemmar finns inom: idrott, intresse- och biståndsorganisationer, trossamfund, vård, folkbildning, utbildning och forskning, antroposofiskt orienterade verksamheter, upplevelseverksamhet samt kultur, tillsammans 3 400 arbetsgivare med omkring 38 000 anställda.
2022 slöt Arbetsgivaralliansen ett samarbetsavtal under namnet Oberoende arbetsgivarorganisationers samverkan (OAS) tillsammans med  Svenska kyrkans arbetsgivarorganisation, Bankinstitutens arbetsgivareorganisation (BAO), Fastigo, Fremia, Sinf, och Svensk Scenkonst.